# They-sous-Montfort
Pour les articles homonymes, voir They.
They-sous-Montfort est une commune française située dans le département des Vosges en région Grand Est.
Ses habitants sont appelés les Thious.

## Géographie

### Localisation
They-sous-Monfort se situe près de Vittel, 36 km à l'ouest d'Épinal.
| Parey-sous-Montfort | Domjulien          |                             |
| Vittel              | They-sous-Montfort | La Neuveville-sous-Montfort |
| Vittel              | Vittel             | Haréville                   |

### Géologie et relief
They sous Montfort se compose de deux sections, nommées autrefois la petite et la grande They.

### Sismicité
Commune située dans une zone 1 de sismicité très faible.

### Hydrographie et les eaux souterraines
Hydrogéologie et climatologie : Système d’information pour la gestion des eaux souterraines du bassin Rhin-Meuse :
Territoire communal : Occupation du sol (Corinne Land Cover); Cours d'eau (BD Carthage),
Géologie : Carte géologique; Coupes géologiques et techniques,
 Hydrogéologie : Masses d'eau souterraine; BD Lisa; Cartes piézométriques.

#### Réseau hydrographique
La commune est située dans le bassin versant du Rhin et le bassin versant de la Meuse au sein du bassin Rhin-Meuse. Elle est drainée par le ruisseau de They et le ruisseau du Pre Janneton,.

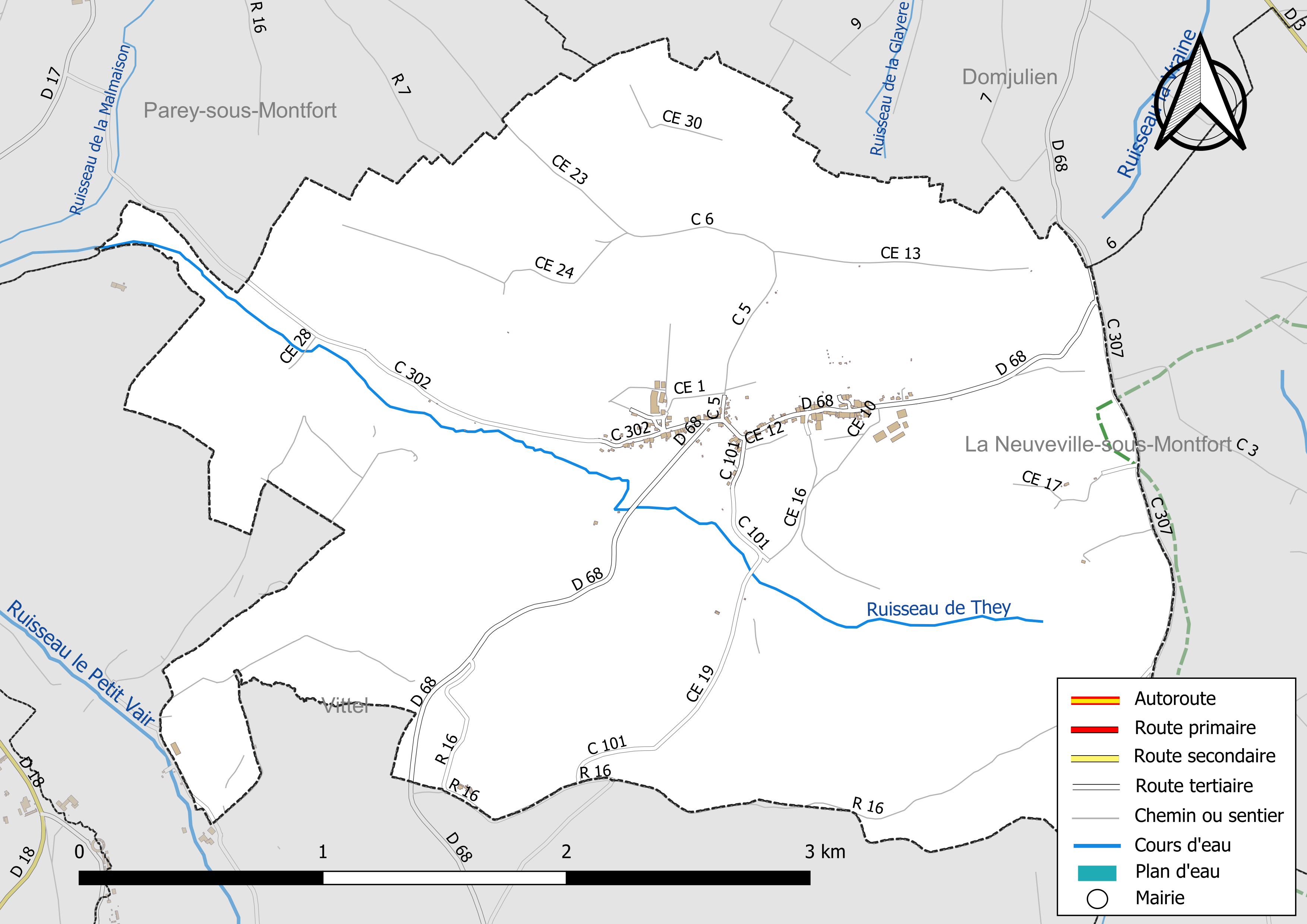
Réseaux hydrographique et routier de They-sous-Montfort.

#### Gestion et qualité des eaux
Le territoire communal est couvert par le schéma d'aménagement et de gestion des eaux (SAGE) « Nappe des Grès du Trias Inférieur ». Ce document de planification, dont le territoire comprend le périmètre de la zone de répartition des eaux de la nappe des Grès du trias inférieur (GTI), d'une superficie de 1 497 km2, est en cours d'élaboration. L’objectif poursuivi est de stabiliser les niveaux piézométriques de la nappe des GTI et atteindre l'équilibre entre les prélèvements et la capacité de recharge de la nappe. Il doit être cohérent avec les objectifs de qualité définis dans les SDAGE Rhin-Meuse et Rhône-Méditerranée. La structure porteuse de l'élaboration et de la mise en œuvre est le conseil départemental des Vosges.
La qualité des cours d’eau peut être consultée sur un site dédié géré par les agences de l’eau et l’Agence française pour la biodiversité.

### Climat
Pour des articles plus généraux, voir Climat du Grand Est et Climat des Vosges.
En 2010, le climat de la commune est de type climat de montagne, selon une étude du Centre national de la recherche scientifique s'appuyant sur une série de données couvrant la période 1971-2000. En 2020, Météo-France publie une typologie des climats de la France métropolitaine dans laquelle la commune est exposée à un climat océanique altéré et est dans la région climatique  Lorraine, plateau de Langres, Morvan, caractérisée par un hiver rude (1,5 °C), des vents modérés et des brouillards fréquents en automne et hiver.
Pour la période 1971-2000, la température annuelle moyenne est de 9,4 °C, avec une amplitude thermique annuelle de 17 °C. Le cumul annuel moyen de précipitations est de 950 mm, avec 13 jours de précipitations en janvier et 9,6 jours en juillet. Pour la période 1991-2020, la température moyenne annuelle observée sur la station météorologique de Météo-France la plus proche, « Lignéville », sur la commune de Lignéville à 7 km à vol d'oiseau, est de 10,3 °C et le cumul annuel moyen de précipitations est de 856,3 mm. 
La température maximale relevée sur cette station est de 38,7 °C, atteinte le 25 juillet 2019 ; la température minimale est de −17,5 °C, atteinte le 20 décembre 2009,,.
Les paramètres climatiques de la commune ont été estimés pour le milieu du siècle (2041-2070) selon différents scénarios d'émission de gaz à effet de serre à partir des nouvelles projections climatiques de référence DRIAS-2020. Ils sont consultables sur un site dédié publié par Météo-France en novembre 2022.

## Urbanisme

### Typologie
Au 1er janvier 2024, They-sous-Montfort est catégorisée commune rurale à habitat très dispersé, selon la nouvelle grille communale de densité à sept niveaux définie par l'Insee en 2022.
Elle est située hors unité urbaine. Par ailleurs la commune fait partie de l'aire d'attraction de Vittel - Contrexéville, dont elle est une commune de la couronne,. Cette aire, qui regroupe 72 communes, est catégorisée dans les aires de moins de 50 000 habitants,.

### Occupation des sols
L'occupation des sols de la commune, telle qu'elle ressort de la base de données européenne d’occupation biophysique des sols Corine Land Cover (CLC), est marquée par l'importance des territoires agricoles (63,1 % en 2018), en diminution par rapport à 1990 (66,5 %). La répartition détaillée en 2018 est la suivante : 
prairies (41,7 %), forêts (30,6 %), zones agricoles hétérogènes (14,5 %), terres arables (6,8 %), zones urbanisées (3,5 %), espaces verts artificialisés, non agricoles (2,8 %). L'évolution de l’occupation des sols de la commune et de ses infrastructures peut être observée sur les différentes représentations cartographiques du territoire : la carte de Cassini (XVIIIe siècle), la carte d'état-major (1820-1866) et les cartes ou photos aériennes de l'IGN pour la période actuelle (1950 à aujourd'hui).

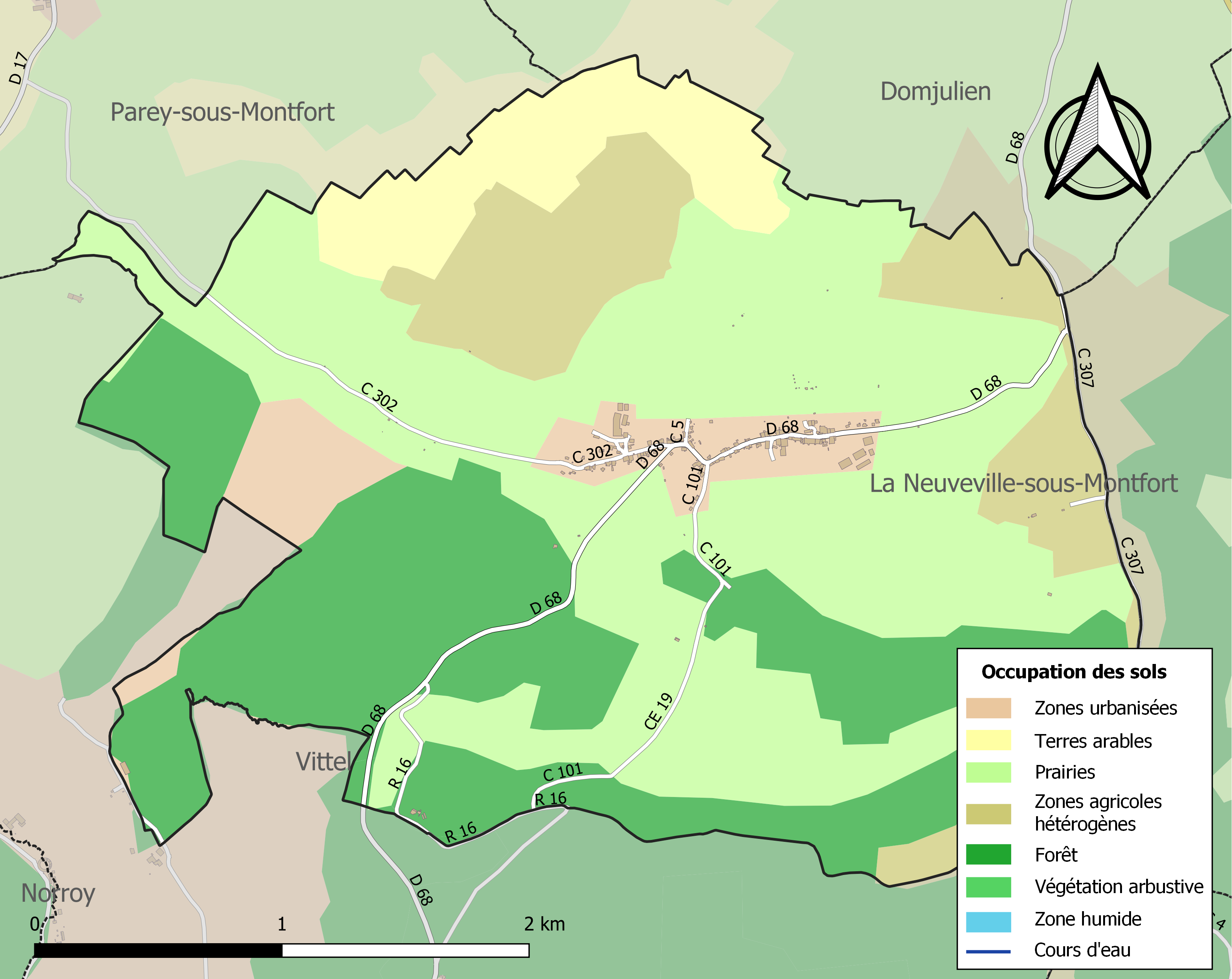
Carte des infrastructures et de l'occupation des sols de la commune en 2018 (CLC).

### Voies de communications et transports

#### Voies routières
- Autoroute A31 : Échangeurs Bulgnéville, Châtenois, Robécourt.

#### Transports en commun

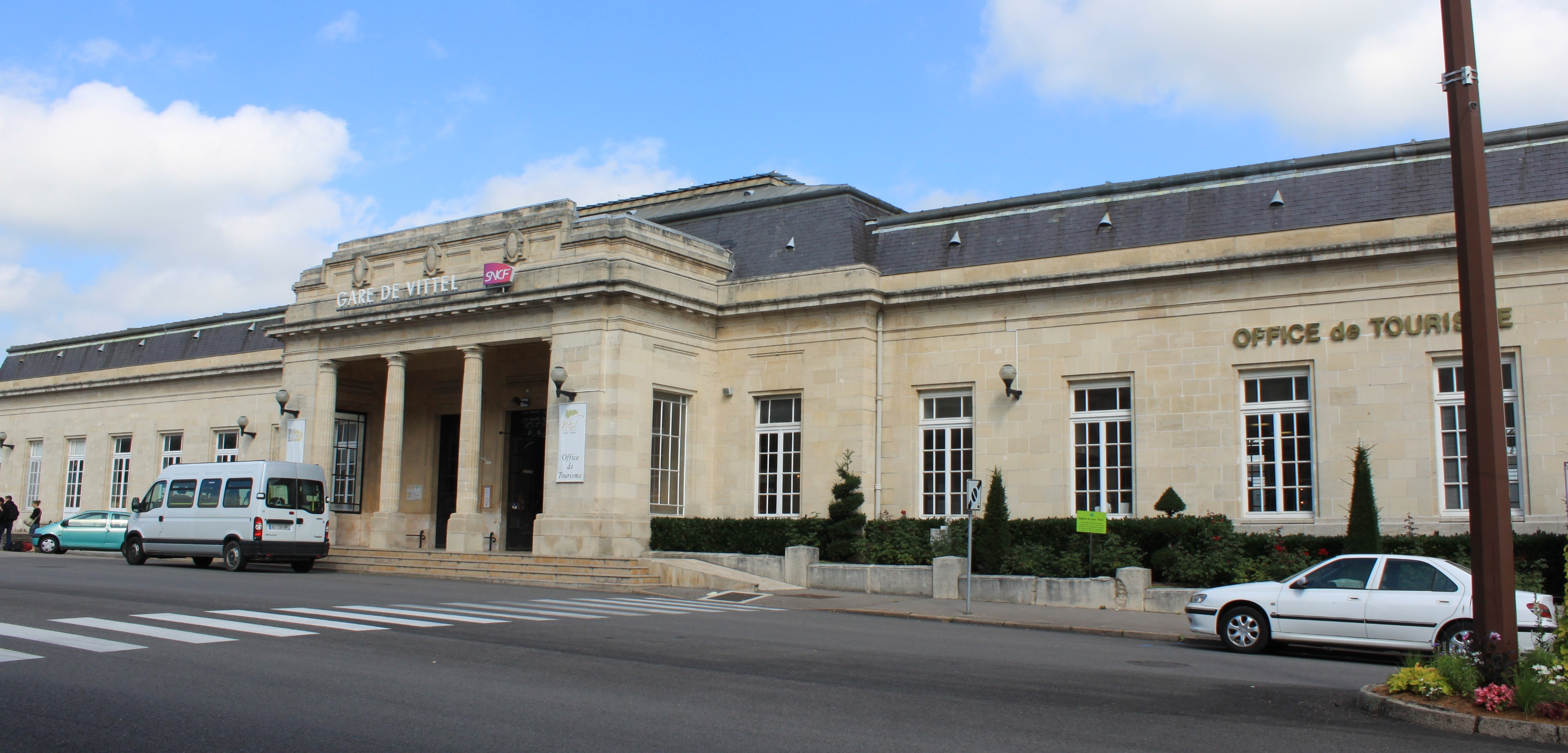
Gare de Vittel.

- Fluo Grand Est.

#### Lignes SNCF
- Gare de Contrexéville
- Gare de Vittel
- Gare de Neufchâteau
- Gare de Merrey

## Toponymie
Le nom de la localité est attesté sous les formes Teil (1289) ; Ecclesia de Tylia (1292) ; Til (1371) ; Til (1402) ; De Tillia vel Tillio (1402) ; Ty desoubs Montfort (1425) ; Thil soubz Montfort (1477) ; They (1480) ; Thel soubz Montfort (1541) ; They soubz Montfort (1586).

De l'oïl teil « tilleul », de la racine du latin tilia.
La seconde partie du nom fait référence au château fortifié qui a porté un château médiéval de ce nom et qui s'élevait sur la « crête, colline ou butte du Mont fort (Montfort) » qui culmine à 461 métres.
Il s’agit d’une situation particulière où cinq communes ont reçu le nom d'une colline assez élevée, localement appelée le « mont fort » : La Neuveville-sous-Montfort, Domèvre-sous-Montfort, Girovillers-sous-Montfort, Parey-sous-Montfort, et They-sous-Montfort.

## Histoire
Sous l'Ancien Régime, They-sous-Montfort appartenait au bailliage de Mirecourt. Son église, dédiée à saint Symphorien, était du diocèse de Toul, doyenné de Porsas. La cure était à la collation du prieur de Relanges et au concours.
À la Révolution, la commune a intégré le district de Mirecourt puis le canton de Vittel.
Un avion bombardier allié Lancaster DV192 HW°Z, a été abattu le 28 avril 1944 par la DCA allemande au-dessus de They-sous-Montfors, en revenant d'une mission en Allemagne,.

## Politique et administration
| Période                                  | Période   | Identité                 | Étiquette | Qualité                         |
| ---------------------------------------- | --------- | ------------------------ | --------- | ------------------------------- |
| Les données manquantes sont à compléter. |           |                          |           |                                 |
| octobre 1947                             | mars 1971 | Louis Mairerichard       |           |                                 |
| mars 1971                                | mars 1983 | Robert Rollin            |           |                                 |
| mars 1983                                | mars 2008 | Raymond Nava (1942-2015) |           | Contremaître aux Eaux de Vittel |
| mars 2008                                | mars 2014 | Franck Deguisne          |           |                                 |
| mars 2014                                | En cours  | Michel Nicolas           |           | Agriculteur                     |

### Budget et fiscalité 2022

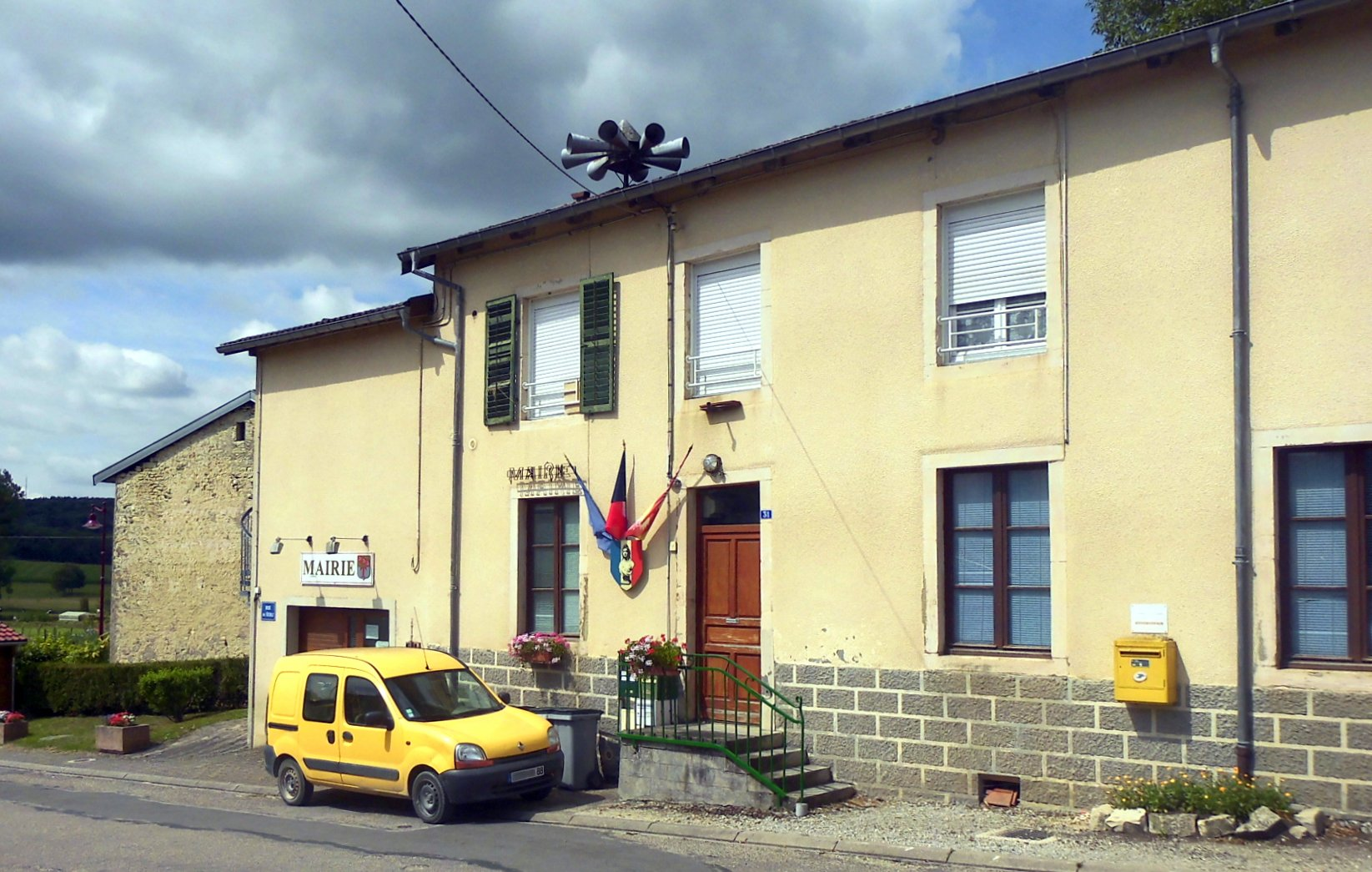
La mairie.

En 2022, le budget de la commune était constitué ainsi :
- total des produits de fonctionnement : 297 000 €, soit 2 214 € par habitant ;
- total des charges de fonctionnement : 151 000 €, soit 1 128 € par habitant ;
- total des ressources d'investissement : 159 000 €, soit 1 189 € par habitant ;
- total des emplois d'investissement : 483 000 €, soit 3 602 € par habitant ;
- endettement : 1 000 €, soit 5 € par habitant.

Avec les taux de fiscalité suivants :
- taxe d'habitation : 25,69 % ;
- taxe foncière sur les propriétés bâties : 38,61 % ;
- taxe foncière sur les propriétés non bâties : 30,41 % ;
- taxe additionnelle à la taxe foncière sur les propriétés non bâties : 38,75 % ;
- cotisation foncière des entreprises : 23,70 %.

Chiffres clés Revenus et pauvreté des ménages en 2021 : médiane en 2021 du revenu disponible, par unité de consommation : 23 330 €.

## Population et société

### Démographie

#### Évolution démographique
L'évolution du nombre d'habitants est connue à travers les recensements de la population effectués dans la commune depuis 1793. Pour les communes de moins de 10 000 habitants, une enquête de recensement portant sur toute la population est réalisée tous les cinq ans, les populations de référence des années intermédiaires étant quant à elles estimées par interpolation ou extrapolation. Pour la commune, le premier recensement exhaustif entrant dans le cadre du nouveau dispositif a été réalisé en 2004.

En 2022, la commune comptait 123 habitants, en évolution de −3,15 % par rapport à 2016 (Vosges : −2,96 %, France hors Mayotte : +2,11 %).
| 1793 | 1800 | 1806 | 1821 | 1831 | 1836 | 1841 | 1846 | 1856 |
| ---- | ---- | ---- | ---- | ---- | ---- | ---- | ---- | ---- |
| 248  | 331  | 353  | 327  | 374  | 401  | 433  | 444  | 365  |

| 1861 | 1866 | 1876 | 1881 | 1886 | 1891 | 1896 | 1901 | 1906 |
| ---- | ---- | ---- | ---- | ---- | ---- | ---- | ---- | ---- |
| 357  | 367  | 364  | 354  | 327  | 304  | 300  | 307  | 298  |

| 1911 | 1921 | 1926 | 1931 | 1936 | 1946 | 1954 | 1962 | 1968 |
| ---- | ---- | ---- | ---- | ---- | ---- | ---- | ---- | ---- |
| 300  | 266  | 228  | 237  | 247  | 218  | 206  | 239  | 214  |

| 1975 | 1982 | 1990 | 1999 | 2004 | 2006 | 2009 | 2014 | 2019 |
| ---- | ---- | ---- | ---- | ---- | ---- | ---- | ---- | ---- |
| 212  | 188  | 178  | 177  | 163  | 166  | 151  | 132  | 129  |

| 2022 | - | - | - | - | - | - | - | - |
| ---- | - | - | - | - | - | - | - | - |
| 123  | - | - | - | - | - | - | - | - |

### Enseignement
Établissements d'enseignements :
- Écoles maternelles et primaires à Haréville, Vittel, Remoncourt, Mandres-sur-Vair, Belmont-sur-Vair, Saint-Remimont.
- Collèges à Vittel, Mandres-sur-Vair, Contrexéville, Châtenois, Mirecourt.
- Lycées à Mandres-sur-Vair, Contrexéville, Mirecourt, Harol.

### Santé
Professionnels et établissements de santé :
- Médecins à Vittel, Remoncourt, Contrexéville, Gironcourt-sur-Vraine, Bulgnéville.
- Pharmacies à Vittel, Remoncourt, Contrexéville, Gironcourt-sur-Vraine, Bulgnéville.
- Hôpitaux à Vittel, Mattaincourt, Mirecourt, Ville-sur-Illon.

### Cultes
- Culte catholique, Paroisse Saint-Basle-de-la-Plaine[31], Diocèse de Saint-Dié.

## Économie

### Entreprises et commerces

#### Agriculture
- Culture et élevage associés.
- Élevage de chevaux et d'autres équidés.
- Élevage de vaches laitières.
- Élevage d'autres animaux.

#### Tourisme
- Hébergements et restauration à Vittel, Contrexéville, Gironcourt-sur-Vraine.

#### Commerces
- Commerces et services de proximité>.

## Culture locale et patrimoine

### Lieux et monuments
- Église Saint-Symphorien du XVIIIe siècle à la Grande They.

Chaire à prêcher.
Santons (crèche à personnages).
- Stèle en hommage des membres de l'équipage du bombardier allié abattu en 1944 par la DCA allemande[34].

Stèle de Norman Thom, Sergent radio-mitrailleur dont les cendres ont été dispersées sur le lieu du crash du Lancaster.
- Chapelle Notre-Dame-de-Grâce à la Petite They[36],[37].
- Croix de mission.
- Tir aux pigeons dépendant de la station thermale de Vittel, construit de 1928 à 1929 par l'architecte Fernand César pour la Société Générale des Eaux Minérales de Vittel, et inscrit sur l'inventaire supplémentaire des monuments historiques par arrêté du 22 novembre 1990[38]. Ce tir aux pigeons, construit en bois, prend la place du chalet du golf-club, datant de 1905 et transféré en 1928.
- "Éveil des sens", le jardin de la Grande They[39].

### Héraldique
| Blason | Blasonnement : Coupé d’or à la bande de gueules chargée de trois alérions d’argent, et d’argent au tau de gueules. Commentaires : Ce blason, à l’initiale de la commune sous les armes ducales de Lorraine, figure sur la façade de la mairie. |